# NGC 2427
NGC 2427 je galaksija u zviježđu Krmi.

## Vanjske poveznice
- SEDS: NGC 2427